# Erik Makaay
Erik Makaay (Nijmegen, 12 juni 1977) is een voormalig Nederlands voetballer die als keeper speelde.

## Loopbaan
Makaay werd in 1997 door VVV aangetrokken als derde doelman. In de eerste competitiewedstrijd van het seizoen 1997-1998 maakte hij er op 19 augustus 1997 zijn debuut in het eerste elftal. Eerste doelman Frank Kooiman was geblesseerd en diens vervanger Wim Jacobs viel al in de eerste helft van de uitwedstrijd van VVV bij BV Veendam eveneens geblesseerd uit. Ook in zijn tweede seizoen bij de Venlose eerstedivisionist was hij derde keus, waarna de Nijmegenaar terugkeerde naar het amateurvoetbal. Hij stond negen jaar onder de lat bij De Treffers waarmee hij in 2005 en 2010 kampioen werd in de hoofdklasse. Nadien was hij ook nog als veldspeler actief bij SV Nijmegen, de club waar hij tussen 2018 en 2020 ook werkzaam was als trainer van het eerste elftal.

## Statistieken
| Seizoen         | Club            | Competitie      | Competitie | Competitie | Beker | Beker | Nacompetitie | Nacompetitie | Totaal | Totaal |
| Seizoen         | Club            | Competitie      | Wed.       | Dlp.       | Wed.  | Dlp.  | Wed.         | Dlp.         | Wed.   | Dlp.   |
| --------------- | --------------- | --------------- | ---------- | ---------- | ----- | ----- | ------------ | ------------ | ------ | ------ |
| 1997/98         | VVV             | Eerste divisie  | 1          | 0          | 0     | 0     | —            | —            | 1      | 0      |
| 1998/99         | VVV             | Eerste divisie  | 0          | 0          | 0     | 0     | —            | —            | 0      | 0      |
| Carrière totaal | Carrière totaal | Carrière totaal | 1          | 0          | 0     | 0     | 0            | 0            | 1      | 0      |

## Trivia
Hij is een broer van Roy Makaay, voormalig profvoetballer bij Vitesse, CD Tenerife, Deportivo La Coruña, Bayern München, Feyenoord en het Nederlands voetbalelftal.